# واله دی کادوره
واله دی کادوره (به ایتالیایی: Valle di Cadore) یک کومونه در ایتالیا است که در استان بلونو واقع شده‌است.

## خصوصیات
واله دی کادوره ۴۱٫۳ کیلومترمربع مساحت و ۲٬۰۹۲ نفر جمعیت دارد و ۸۵۱ متر بالاتر از سطح دریا واقع شده‌است.

## خواهرخوانده
شهر Claro خواهرخواندهٔ واله دی کادوره هست.